# Acanthocreagris obtusa
Espèce
Acanthocreagris obtusa est une espèce de pseudoscorpions de la famille des Neobisiidae.

## Distribution
Cette espèce est endémique de Turquie. Elle se rencontre dans les provinces d'Isparta et d'Antalya.

## Publication originale
- Mahnert, 1976 : Zur Kenntnis der Gattungen Acanthocreagris und Roncocreagris (Arachnida, Pseudoscorpiones, Neobisiidae). Revue Suisse de Zoologie, vol. 83, no 1, p. 193-214 (texte intégral).